# Hivern IA

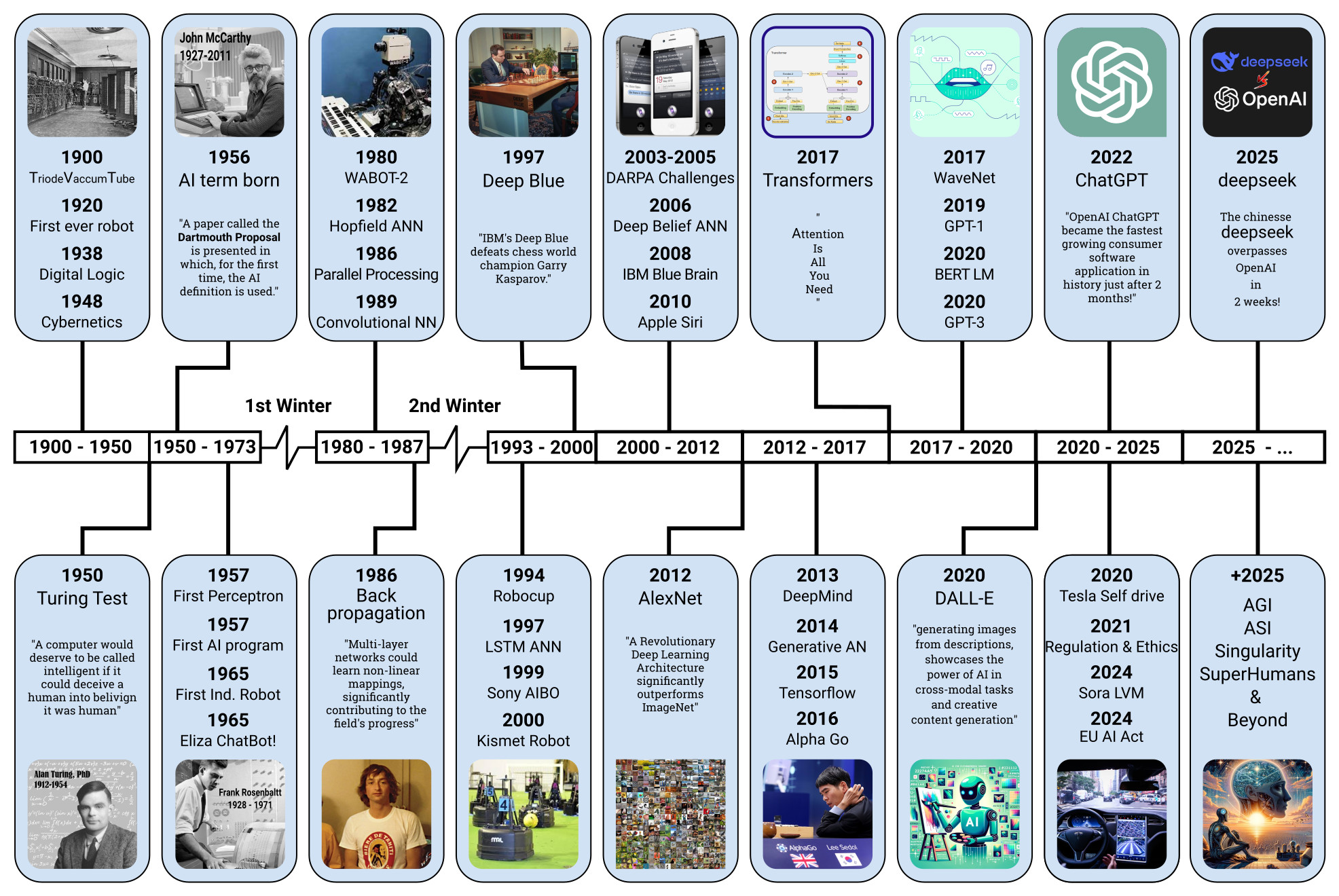
La imatge de cronologia de la història de l'IA més completa que cobreix els esdeveniments més importants des del 1900 al 2025.

En la història de la intel·ligència artificial, un hivern de la IA (intel·ligència artificial) és un període de finançament reduït i interès per la investigació en intel·ligència artificial. El camp ha experimentat diversos cicles de sobreexpectació, seguits de decepció i crítiques, seguits de retallades de finançament, seguits d'un interès renovat anys o fins i tot dècades més tard.
El terme va aparèixer per primera vegada l'any 1984 com a tema d'un debat públic a la reunió anual de l'AAAI (llavors anomenada "Associació Americana d'Intel·ligència Artificial"). Roger Schank i Marvin Minsky, dos principals investigadors d'IA que van viure l'"hivern" dels anys setanta, van advertir a la comunitat empresarial que l'entusiasme per la intel·ligència artificial s'havia descontrolat als anys vuitanta i que sens dubte la decepció seguiria. Van descriure una reacció en cadena, semblant a un "hivern nuclear", que començaria amb pessimisme a la comunitat d'IA, seguit de pessimisme a la premsa, seguit d'una severa retallada de finançament, seguit del final d'una investigació seriosa. Tres anys més tard, la indústria de la IA de mil milions de dòlars va començar a col·lapsar-se.
Hi va haver dos "hiverns" importants aproximadament 1974–1980 i 1987–2000, i diversos episodis més petits, inclosos els següents:
- 1966: fracàs de la traducció automàtica
- 1969: crítica als perceptrons (de primer, xarxes neuronals artificials d'una capa)
- 1971–75: frustració de la DARPA amb la recerca en reconeixement de la parla del programa a Carnegie Mellon University
- 1973: gran decrement en recercs IA  al Regne Unit en reposta a l'informe Lighthill
- 1973–74: retallades per part de DARPA en desenvolupament acadèmic en IA
- 1987: col·lapse del mercat de màquines LISP
- 1988: cancel·lació dels nous projectes per Strategic Computing Initiative
- 1990s: molts sistemes experts van ser abandonats
- 1990s: fi dels objectius originals de la cinquena generació d'ordinadors

L'entusiasme i l'optimisme sobre la IA ha augmentat en general des del seu punt baix a principis dels anys noranta. A partir de l'any 2012, l'interès per la intel·ligència artificial (i especialment el subcamp de l'aprenentatge automàtic) de la recerca i les comunitats corporatives va provocar un augment espectacular del finançament i la inversió, donant lloc a l'actual (A 2025) Auge de la IA.

## Primers episodis

### Traducció automàtica i informe ALPAC de 1966
La investigació sobre el processament del llenguatge natural (PNL) té les seves arrels a principis de la dècada de 1930 i va començar la seva existència amb el treball sobre la traducció automàtica (MT). Tanmateix, van començar a sorgir avenços i aplicacions importants després de la publicació de l'influent memoràndum de Warren Weaver, Traducció automàtica de llengües: catorze assaigs el 1949. El memoràndum va generar una gran emoció entre la comunitat investigadora. En els anys següents, es van produir esdeveniments notables: IBM es va embarcar en el desenvolupament de la primera màquina, el MIT va nomenar el seu primer professor a temps complet en traducció automàtica i van tenir lloc diverses conferències dedicades a la MT. La culminació va arribar amb la demostració pública de la màquina Georgetown–IBM, que va obtenir una atenció generalitzada en diaris respectats el 1954.

### El fracàs de les xarxes neuronals d'una sola capa el 1969
Les xarxes o circuits simples d'unitats connectades, com ara la xarxa neuronal per a la lògica de Walter Pitts i Warren McCulloch i el sistema SNARC de Marvin Minsky, no han aconseguit els resultats promesos i es van abandonar a finals dels anys cinquanta. Després de l'èxit de programes com el Logic Theorist i el General Problem Solver, els algorismes de manipulació del sistema de símbols físics semblaven més prometedors en aquell moment com a mitjans per aconseguir un raonament lògic vist en aquell moment com l'essència de la intel·ligència, ja sigui natural o artificial.

## Els contratemps del 1974

### L'informe Lighthill
El 1973, el Parlament del Regne Unit va demanar al professor Sir James Lighthill que avalués l'estat de la investigació de la IA al Regne Unit. El seu informe, ara anomenat informe Lighthill, va criticar el fracàs total de la IA per assolir els seus "grandiosos objectius". Va concloure que no es podia fer res en IA en altres ciències. Va esmentar específicament el problema de l'"explosió combinatòria" o la "intractabilitat", que implicava que molts dels algorismes de més èxit de la IA s'aturarien en problemes del món real i només eren adequats per resoldre versions de "joguina".

### Les retallades de finançament de la DARPA a principis de la dècada de 1970
Durant la dècada de 1960, l'Agència de Projectes d'Investigació Avançada de Defensa (llavors coneguda com "ARPA", ara coneguda com "DARPA") va proporcionar milions de dòlars per a la investigació d'IA amb poques condicions. JCR Licklider, el director fundador de la divisió d'informàtica de DARPA, creia en "finançar persones, no projectes" i ell i diversos successors van permetre que els líders d'IA (com Marvin Minsky, John McCarthy, Herbert A. Simon o Allen Newell) gastessin gairebé com els agradava.
Aquesta actitud va canviar després de l'aprovació de l'esmena Mike Mansfield el 1969, que requeria que DARPA financés "investigació directa orientada a la missió, en lloc de la investigació bàsica no dirigida". La investigació pura no dirigida del tipus que s'havia fet als anys 60 ja no seria finançada per DARPA. Els investigadors havien de demostrar que el seu treball aviat produiria una tecnologia militar útil. Les propostes de recerca d'IA es van mantenir amb un nivell molt alt. La situació no es va ajudar quan l'informe Lighthill i el propi estudi de DARPA (l'American Study Group) van suggerir que la majoria de les investigacions d'IA no produirien res realment útil en un futur previsible. Els diners de DARPA es van dirigir a projectes específics amb objectius identificables, com ara tancs autònoms i sistemes de gestió de batalles. El 1974, el finançament per a projectes d'IA era difícil de trobar.

## Els retrocessos de finals dels anys vuitanta i principis dels noranta

### El col·lapse del mercat de màquines LISP
A la dècada de 1980, les corporacions d'arreu del món van adoptar una forma de programa d'IA anomenat "sistema expert". El primer sistema expert comercial va ser XCON, desenvolupat a Carnegie Mellon per a Digital Equipment Corporation, i va ser un èxit enorme: es calculava que havia estalviat a l'empresa 40 milions de dòlars en només sis anys de funcionament. Les corporacions d'arreu del món van començar a desenvolupar i desplegar sistemes experts i el 1985 estaven gastant més de mil milions de dòlars en IA, la majoria als departaments interns d'IA. Una indústria va créixer per donar-los suport, incloses empreses de programari com Teknowledge i Intellicorp (KEE) i empreses de maquinari com Symbolics i LISP Machines Inc. que van construir ordinadors especialitzats, anomenats màquines LISP, que estaven optimitzats per processar el llenguatge de programació LISP, el preferit. llenguatge per a la investigació de la IA als EUA.

### Alentiment en el desplegament de sistemes experts
A principis de la dècada de 1990, els primers sistemes experts d'èxit, com XCON, van resultar massa cars de mantenir. Eren difícils d'actualitzar, no podien aprendre, eren "fràgils" (és a dir, podien cometre errors grotescos quan se'ls donava aportacions inusuals) i eren presa de problemes (com ara el problema de qualificació) que s'havien identificat anys abans en investigació en lògica no monotònica. Els sistemes experts van resultar útils, però només en alguns contextos especials. Un altre problema tractava de la duresa computacional dels esforços de manteniment de la veritat per al coneixement general. KEE va utilitzar un enfocament basat en supòsits que donava suport a escenaris de múltiples mons que era difícil d'entendre i aplicar.

## Hivern IA de la dècada de 1990 i principis dels 2000
Una enquesta d'informes de principis dels anys 2000 suggereix que la reputació de l'IA encara era dolenta:
- Alex Castro, citat a The Economist, 7 de juny de 2007: "[Els inversors] es van desanimar pel terme 'reconeixement de veu' que, com la 'intel·ligència artificial', s'associa a sistemes que massa sovint no han complert les seves promeses."
- Patty Tascarella a Pittsburgh Business Times, 2006: "Alguns creuen que la paraula 'robòtica' en realitat comporta un estigma que perjudica les possibilitats de finançament d'una empresa".
- John Markoff al New York Times, 2005: "En el seu punt més baix, alguns informàtics i enginyers de programari van evitar el terme intel·ligència artificial per por de ser vists com a somiadors d'ulls salvatges".

## Primavera actual d'IA (2022-present)
La IA ha assolit els nivells més alts d'interès i finançament de la seva història durant la dècada de 2020 amb totes les mesures possibles, incloses: publicacions, sol·licituds de patent, inversió total (50.000 milions de dòlars el 2022), i ofertes de treball (800.000 llocs de treball als Estats Units el 2022). Els èxits de l'actual "primavera de l'IA" o "auge de l'IA" són avenços en la traducció d'idiomes (en particular, Google Translate), el reconeixement d'imatges (estimulat per la base de dades d'entrenament ImageNet) comercialitzat per Google Image Search i en els sistemes de joc. com AlphaZero (campió d'escacs) i AlphaGo (campió de go), i Watson (campió de Jeopardy). Un punt d'inflexió va ser l'any 2012 quan AlexNet (una xarxa d'aprenentatge profund) va guanyar l'ImageNet Large Scale Visual Recognition Challenge amb la meitat d'errors que el guanyador del segon lloc. 
El llançament del 2022 del chatbot d'IA d'OpenAI, ChatGPT, que al gener de 2023 té més de 100 milions d'usuaris, ha revitalitzat la discussió sobre la intel·ligència artificial i els seus efectes al món.